# Gyöngyösi utca (Metró Budapest)
Gyöngyösi utca ist eine 1990 eröffnete Station der Linie M3 der Metró Budapest. Sie liegt zwischen den Stationen Forgách utca und Újpest-városkapu.
Die Station befindet sich an der gleichnamigen Straße (benannt nach der Stadt Gyöngyös) im XIII. Budapester Bezirk und wurde 2017–2019 renoviert.

## Galerie

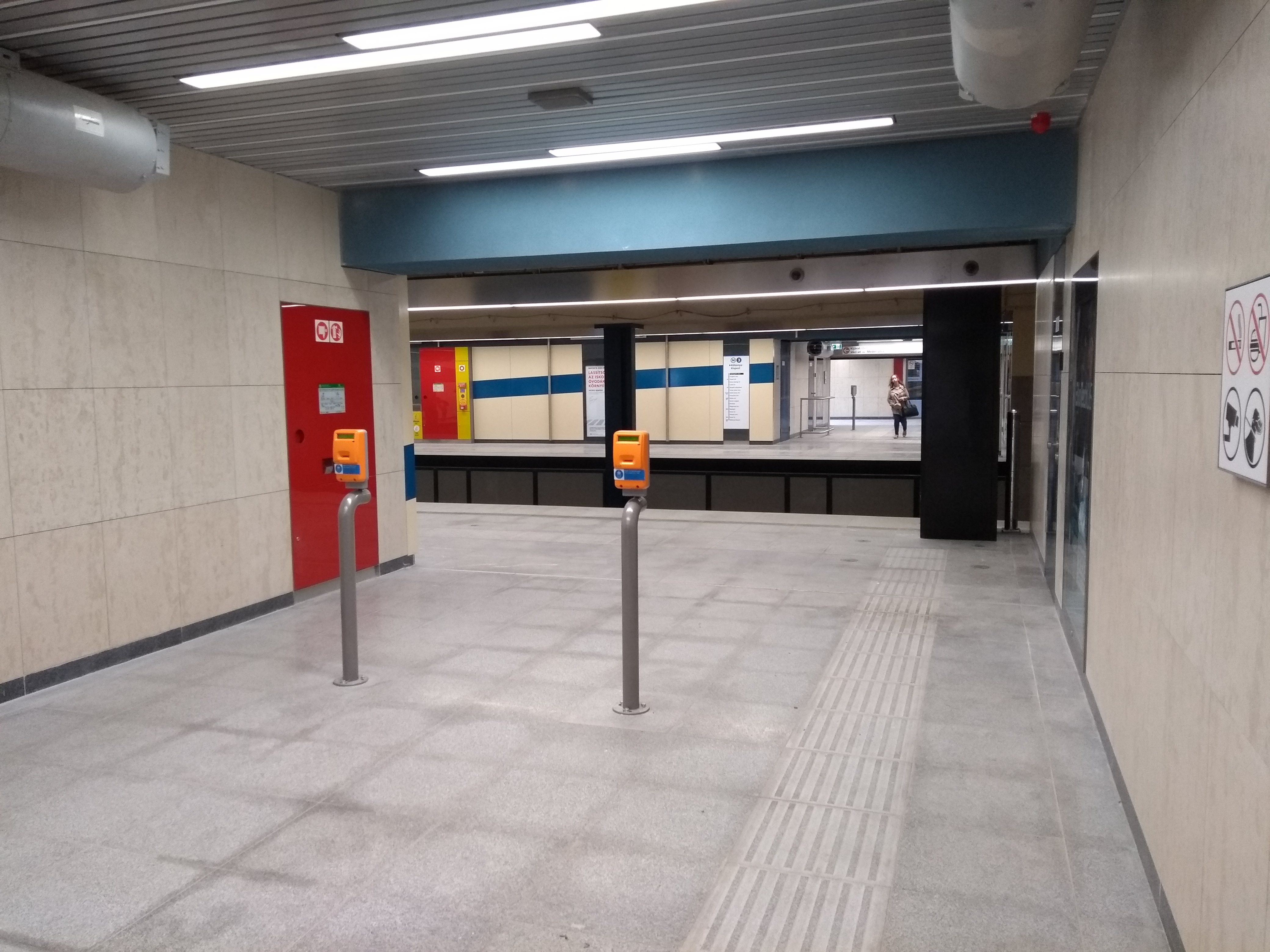
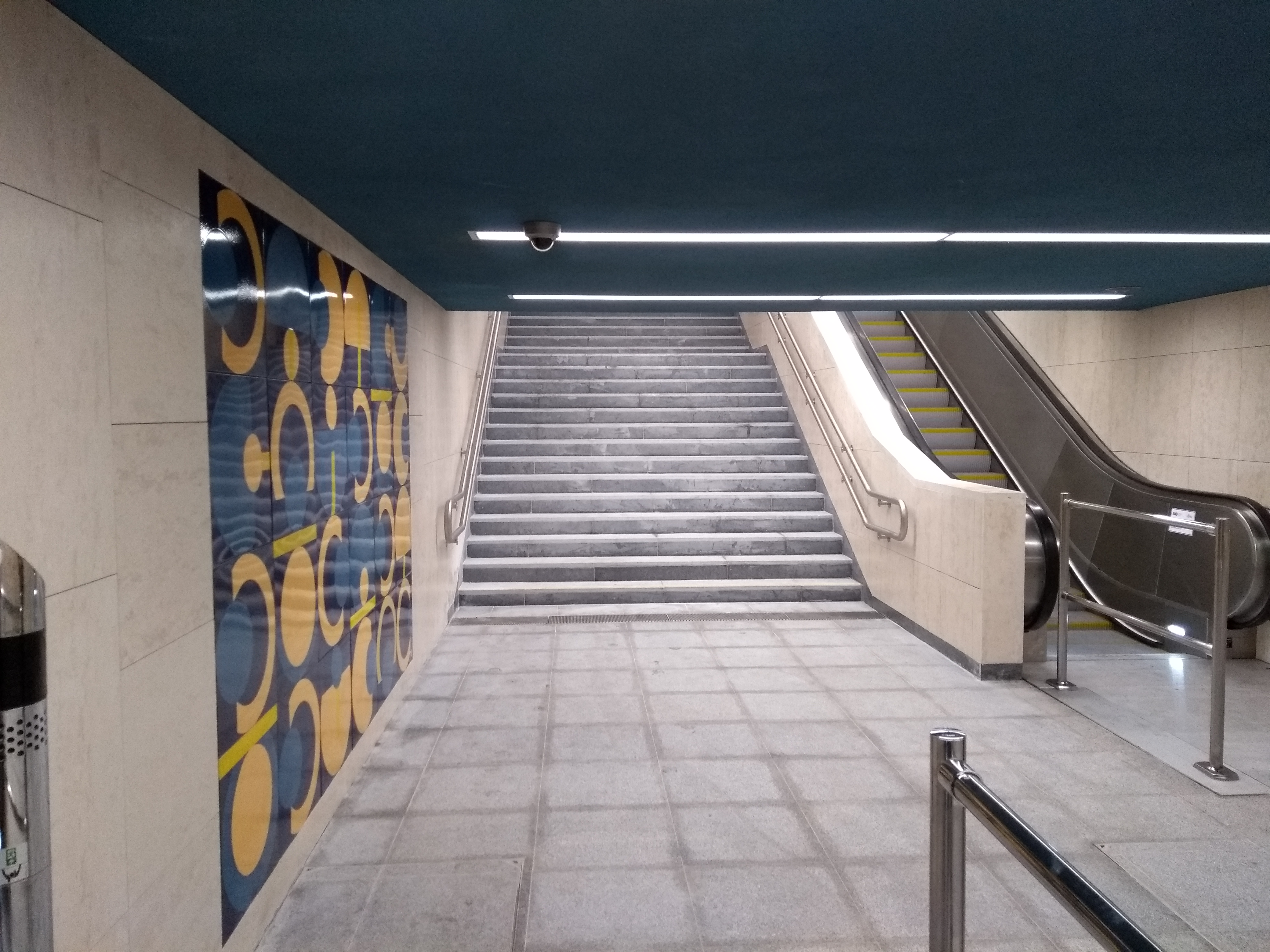
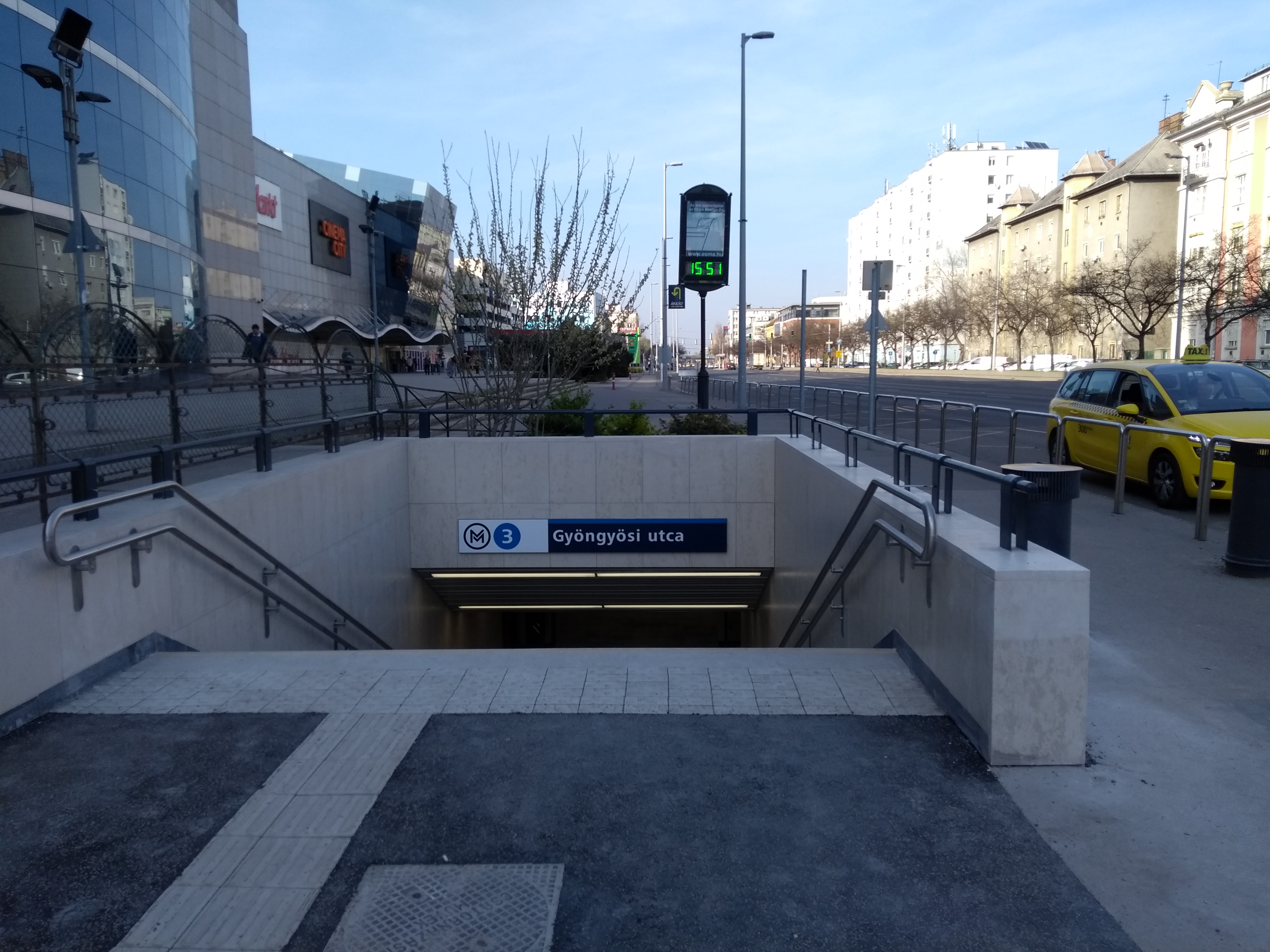